# Bernd Eichinger
Bernd Eichinger (Neuburg an der Donau, Bajorország, Németország, 1949. április 11. – Los Angeles, Kalifornia, USA, 2011. január 24.) német filmproducer, rendező és forgatókönyvíró.

## Élete és pályafutása
Eichinger Neuburg an der Donauban született. A hetvenes években a Televíziós és Filmművészeti Egyetemre járt, majd 1979-ben részesedést vásárolt a Neue Constantin Film stúdióban, aminek ügyvezető igazgatója lett. Vezetése alatt a filmstúdió Németország egyik legsikeresebb filmgyártói közé nőtte ki magát. 2005-től a felügyelő bizottság tagja volt és továbbra is jelentős részesedése volt az állami tulajdonú társaságban. Eichinger készített néhány önálló filmet is, például A bukás – Hitler utolsó napjai címűt, amelynek forgatókönyvírója volt. A filmet 2005-ben Oscar-díjra jelölték a legjobb idegen nyelvű film kategóriában. Egyik utolsó filmjei közé tartozik a baloldali terrorista csoport, a Vörös Hadsereg Frakcióról (RAF) szóló A Baader Meinhof csoport, amely 2009-ben BAFTA-díj-jelölést kapott, szintén a legjobb idegen nyelvű film kategóriában.
Eichinger 2011. január 24-én halt meg szívrohamban, Los Angelesben, 61 éves korában.

## Legismertebb filmjei
| Év   | Cím                             | Eredeti cím                               | Rendező             |
| ---- | ------------------------------- | ----------------------------------------- | ------------------- |
| 1977 |                                 | Grete Minde                               | Heidi Genée         |
| 1977 |                                 | Die Konsequenz                            | Wolfgang Petersen   |
| 1979 | Mesél a bécsi erdő              | Geschichten aus dem Wienerwald            | Maximilian Schell   |
| 1982 | Christiane F.                   | Christiane F.                             | Uli Edel            |
| 1983 | Végtelen történet               | The Neverending Story                     | Wolfgang Petersen   |
| 1986 | A rózsa neve                    | The Name of the Rose                      | Jean-Jacques Annaud |
| 1992 | A cementkert                    | The Cement Garden                         | Andrew Birkin       |
| 1993 |                                 | The House of the Spirits                  | Bille August        |
| 1994 |                                 | Der bewegte Mann                          | Sönke Wortmann      |
| 1996 | Huligánok                       | Die Halbstarken                           | Urs Egger           |
| 1996 | Charlie nénje                   | Charley's Tante                           | Sönke Wortmann      |
| 1996 | A kis Rosemarie                 | Das Mädchen Rosemarie                     | saját rendezés      |
| 1997 | Szex, csajok, Mallorca          | Ballermann 6                              | Gernot Roll         |
| 1997 | Fényes nappal történt           | Es geschah am hellichten Tag              | Nico Hofmann        |
| 1997 | A hó hatalma                    | Smilla's Sense of Snow                    | Bille August        |
| 1997 |                                 | Prince Valiant                            | Anthony Hickox      |
| 1998 | Sziki-szökevény                 | Wrongfully Accused                        | Pat Proft           |
| 1998 | Merénylet az Operabálon         | Opernball                                 | Urs Egger           |
| 1999 |                                 | Der große Bagarozy                        | saját rendezés      |
| 2001 | Hontalanul Afrikában            | Nirgendwo in Afrika                       | Caroline Link       |
| 2002 | A kaptár                        | Resident Evil                             | Paul Anderson       |
| 2004 | A bukás – Hitler utolsó napjai  | Der Untergang                             | Oliver Hirschbiegel |
| 2004 | Kaptár 2. – Apokalipszis        | Resident Evil: Apocalypse                 | Alexander Witt      |
| 2005 | Fantasztikus négyes             | Fantastic Four                            | Tim Story           |
| 2006 | A parfüm: Egy gyilkos története | Perfume: The Story of a Murderer          | Tom Tykwer          |
| 2007 | A Kaptár 3: Teljes pusztulás    | Resident Evil: Extinction                 | Russell Mulcahy     |
| 2007 |                                 | Fantastic Four: Rise of the Silver Surfer | Tim Story           |
| 2008 | A Baader Meinhof csoport        | Der Baader Meinhof Komplex                | Uli Edel            |
| 2010 |                                 | Zeiten ändern dich                        | Uli Edel            |

## Díjak
- 1984 – Bavarian Film Awards, Legjobb producer
- 1986 – Bavarian Film Awards, Legjobb producer
- 1993 – Bavarian Film Awards, Legjobb producer
- 2004 – Bavarian Film Awards, Legjobb producer